# Sporophile négrito
Melopyrrha nigra
Genre
Espèce
Statut de conservation UICN

 NT  : Quasi menacé
Le Sporophile négrito (Melopyrrha nigra), également appelé pèrenoir négrito ou bouvreuil noir de Cuba, est une espèce de passereau de la famille des Thraupidae. C'est la seule espèce du genre Melopyrrha.
Cet oiseau vit à Cuba et à Grand Cayman.